# Curahuasi
Curahuasi es una localidad peruana ubicada en la región Apurímac, provincia de Abancay, distrito de Curahuasi. Es asimismo capital del distrito de Curahuasi. Se encuentra a una altitud de 2.684 m s. n. m. Tiene una población de 18 652 habitantes en 2020. Curahuasi es conocido por el anís.

## Clima
| Parámetros climáticos promedio de Curahuasi | Parámetros climáticos promedio de Curahuasi | Parámetros climáticos promedio de Curahuasi | Parámetros climáticos promedio de Curahuasi | Parámetros climáticos promedio de Curahuasi | Parámetros climáticos promedio de Curahuasi | Parámetros climáticos promedio de Curahuasi | Parámetros climáticos promedio de Curahuasi | Parámetros climáticos promedio de Curahuasi | Parámetros climáticos promedio de Curahuasi | Parámetros climáticos promedio de Curahuasi | Parámetros climáticos promedio de Curahuasi | Parámetros climáticos promedio de Curahuasi | Parámetros climáticos promedio de Curahuasi |
| Mes                                         | Ene.                                        | Feb.                                        | Mar.                                        | Abr.                                        | May.                                        | Jun.                                        | Jul.                                        | Ago.                                        | Sep.                                        | Oct.                                        | Nov.                                        | Dic.                                        | Anual                                       |
| ------------------------------------------- | ------------------------------------------- | ------------------------------------------- | ------------------------------------------- | ------------------------------------------- | ------------------------------------------- | ------------------------------------------- | ------------------------------------------- | ------------------------------------------- | ------------------------------------------- | ------------------------------------------- | ------------------------------------------- | ------------------------------------------- | ------------------------------------------- |
| Temp. máx. media (°C)                       | 22.6                                        | 22.4                                        | 22.4                                        | 23.2                                        | 22.8                                        | 22.1                                        | 22.2                                        | 23.1                                        | 23                                          | 25.4                                        | 24.6                                        | 22.9                                        | 23.1                                        |
| Temp. media (°C)                            | 15.2                                        | 15.1                                        | 15.1                                        | 15.2                                        | 14.5                                        | 13.6                                        | 13.6                                        | 14.1                                        | 14.9                                        | 16.8                                        | 16.4                                        | 15.4                                        | 15                                          |
| Temp. mín. media (°C)                       | 7                                           | 7                                           | 6                                           | 5                                           | 2.5                                         | 1                                           | 0                                           | 2                                           | 4                                           | 5.5                                         | 6                                           | 7                                           | 4.4                                         |
| Fuente: climate-data.org                    |                                             |                                             |                                             |                                             |                                             |                                             |                                             |                                             |                                             |                                             |                                             |                                             |                                             |

## Lugares de interés
- Baños Termales de Cconoc[4]
- Bosque de Ccollpa[5]
- Cañón del Apurímac[6]
- Conjunto arqueológico de Saywite[7]
- Laguna de Ccocha[8]
- Mirador Capitán Rumi[9]
- Mirador San Cristóbal[10]
- Río Apurímac[11]

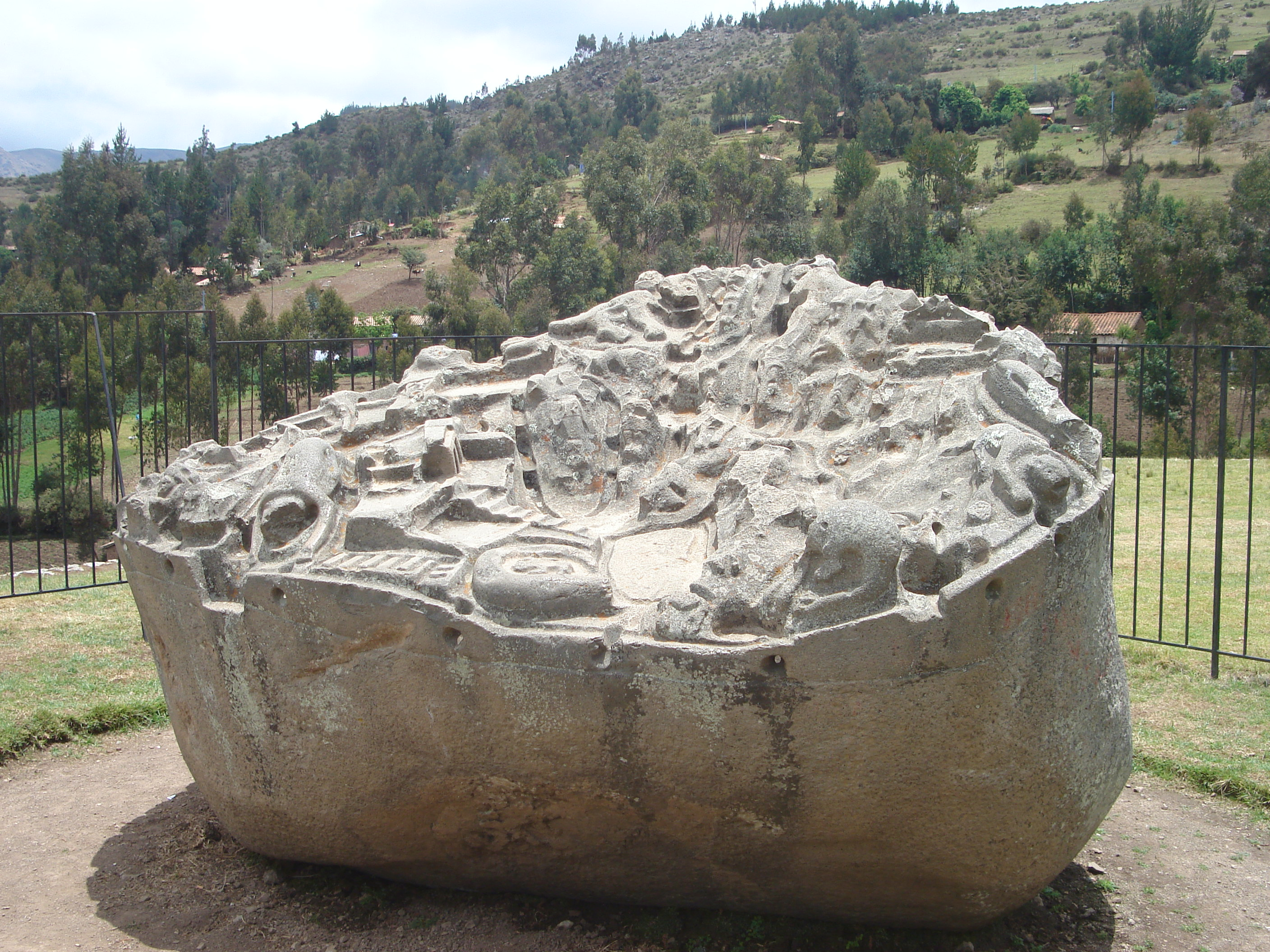
Piedra de Saywite

- Templo Santa Catalina de Curahuasi[12]
- Casa del Cura